# دین در لسوتو
مسیحیت دین غالب در لسوتو است، و پروتستانیسم و کاتولیسیزم دو شاخهٔ اصلی آن به‌شمار می‌روند.

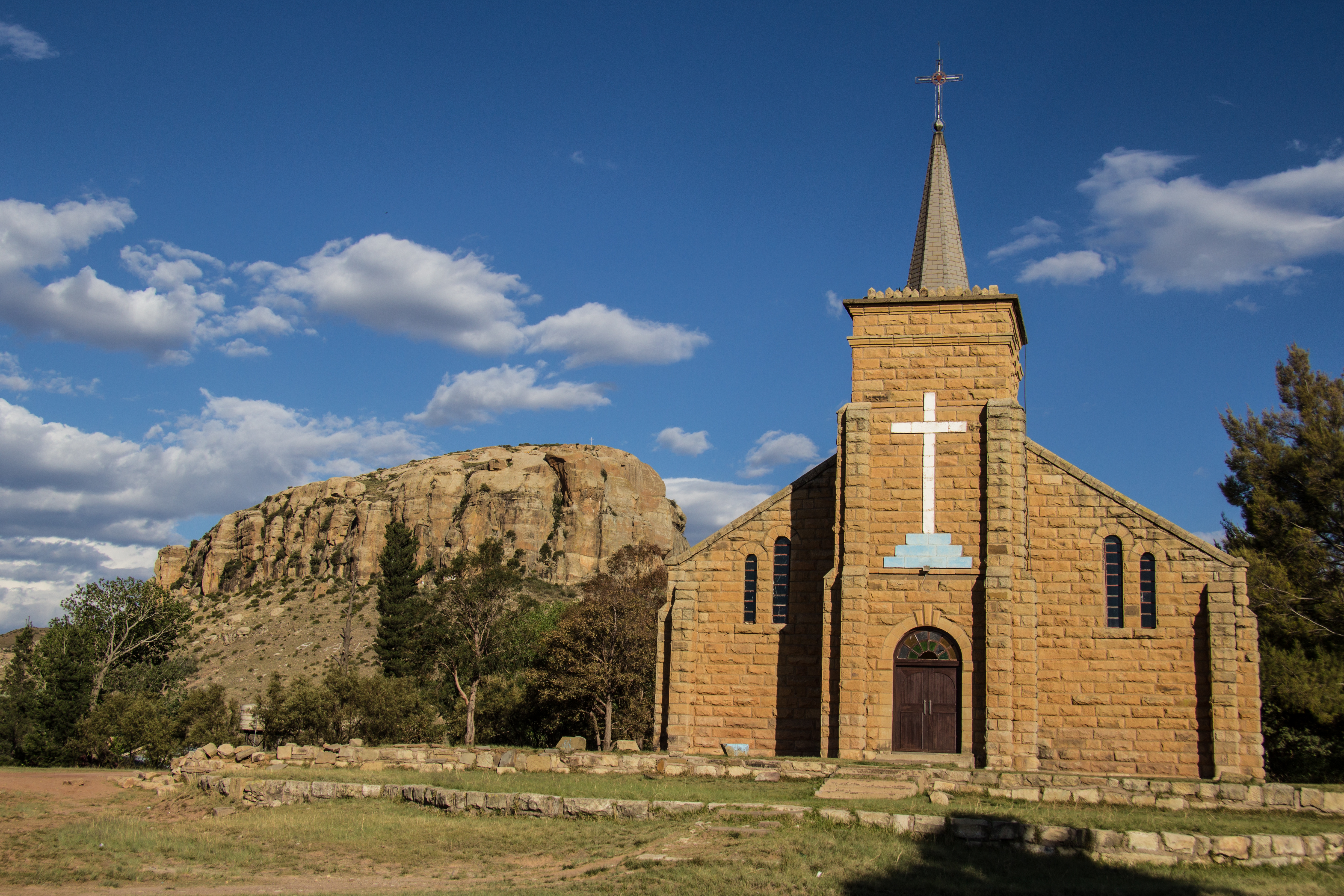
کلیسای سنت مایکل. لسوتو کشوری عمدتاً مسیحی است.

دین در لسوتو (Afrobarometer 2020)
بر پایهٔ گزارش وزارت خارجه ایالات متحده در سال ۲۰۲۲، پروتستان‌ها اندکی بیشتر از کاتولیک‌ها بودند. ادیان غیرمسیحی تنها ۱٫۵٪ از جمعیت را شامل می‌شوند و ۳٫۵٪ از مردم نیز بی‌دین هستند. غیرمسیحیان عمدتاً پیرو آیین‌های سنتی آفریقایی هستند، همچنین گروه‌های کوچکی از مسلمانان، هندوها و بهاییان نیز در لسوتو حضور دارند.

## مسیحیت
مسیحیت دین غالب در لسوتو است و در سال ۲۰۲۰، حدود ۴۵٪ جمعیت این کشور را کاتولیک‌ها، ۳۱٪ را پروتستان‌ها و ۱۸٪ را دیگر شاخه‌های مسیحیت تشکیل می‌دادند. کلیسای کاتولیک لسوتو تحت اداره اسقف اعظم ماسرو و سه اسقف دیگر قرار دارد که همگی عضو کنفرانس اسقفی لسوتو هستند.
مسیحیت در دهه ۱۸۳۰ میلادی توسط مبلغان فرانسوی و به دعوت پادشاه موشوشه اول وارد لسوتو شد. پادشاه موشوشه با وجود دعوت از مبلغان مسیحی، خود به دین سنتی‌اش وفادار ماند.
اولین مأموریت کاتولیک در سال ۱۸۶۳ به رهبری اسقف آلار آغاز شد که خواهران خانواده مقدس را برای آموزش به زنان سوتو فراخواند. این مأموریت‌ها تلاش داشتند تا علاوه بر جذب مسیحیان جدید، پایان چندهمسری را نیز رقم بزنند.
دو شاخه اصلی مسیحیت در لسوتو با احزاب سیاسی کشور نیز ارتباط دارند؛ کلیسای کاتولیک از حزب ملی باسوتو و مبلغان پروتستان از حزب کنگره باسوتو حمایت می‌کنند.

## دین سنتی
دین سنتی سوتو با شواهد باستان‌شناسی به حدود قرن دهم میلادی بازمی‌گردد. این دین شباهت‌هایی با دین سنتی تسوانا دارد. رئیس یا رهبر یک جامعه سوتو همچنین رهبر روحانی آنها نیز بود. در آیین‌های سوتو، روح نیاکان که «بادیمو» نامیده می‌شوند، جایگاه مهمی داشتند و آیین‌هایی مانند رقص باران‌طلبی از رسوم بارز این جامعه بود. مردم سوتو مفهوم «مودیمو» را به عنوان موجود برتر یا خدای عالی توسعه داده بودند. بر اساس الهیات سوتو، مودیمو خدای برتر، خدایان کوچک‌تری خلق کرد که قدرت تعامل با انسان‌ها را دارند.

## حقوق دینی
قانون اساسی لسوتو آزادی دین و مذهب را تضمین می‌کند. در سال ۲۰۲۳، این کشور از نظر آزادی دینی امتیاز کامل ۴ از ۴ را کسب کرده است.